# Liste der meistverkauften Musikalben in den Vereinigten Staaten

Die Kompilation Their Greatest Hits (1971–1975) der Band Eagles ist mit 38 Millionen Verkäufen das meistverkaufte Musikalbum in den USA

Die Liste der meistverkauften Musikalben in den Vereinigten Staaten beinhaltet Musikalben, die seit 1952 von der Recording Industry Association of America (RIAA) für jeweils über zehn Millionen verkaufte Exemplare ausgezeichnet wurden oder nachweislich über zehn Millionen Einheiten verkaufen konnte. Als Interessensvertreter der US-amerikanischen Musikindustrie vergibt dieser Verband seit 1958 Tonträgerauszeichnungen. Das erfolgreichste ausgezeichnete Werk stammt von den Eagles aus dem Jahr 1976. Ihre Kompilation Their Greatest Hits (1971–1975) verkaufte sich über 38 Millionen Mal.

## Hinweise zur Interpretation der aufgeführten Statistiken

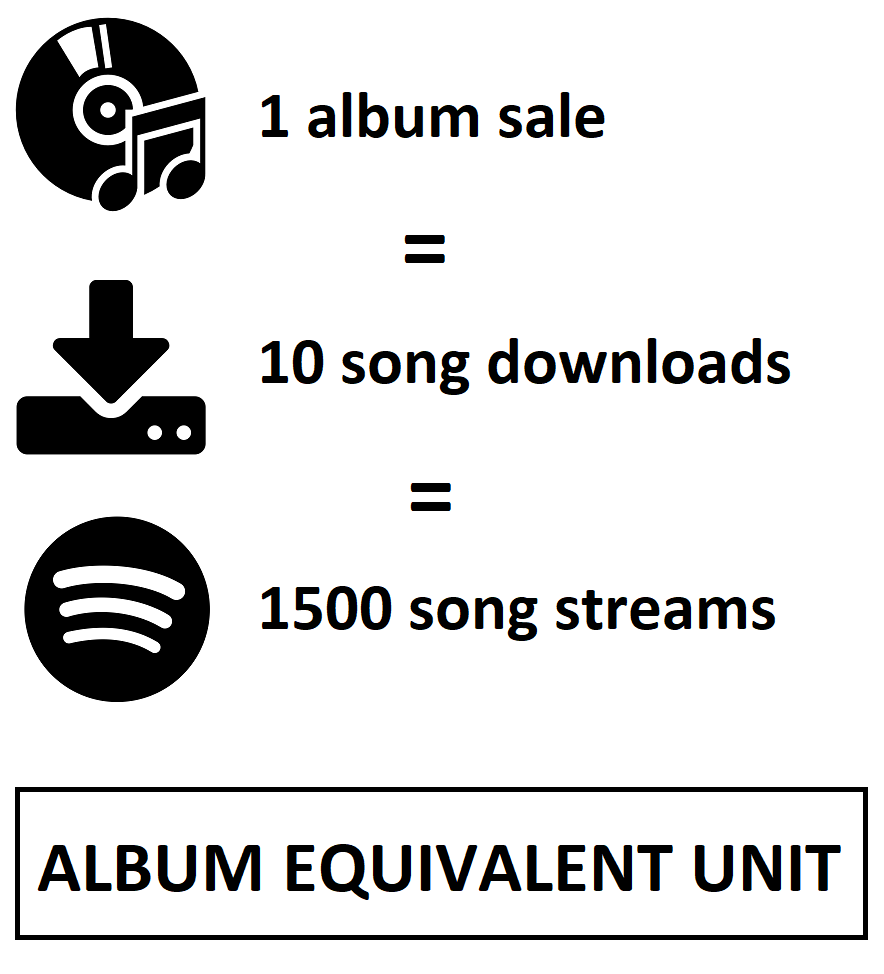
Die Berechnung des Albumäquivalents in den USA

Diese Liste beinhaltet Interpreten, deren Musikalben von der RIAA für über zehn Millionen verkaufter Einheiten ausgezeichnet wurden oder nachweislich über zehn Millionen Einheiten verkaufen konnten. Die RIAA vergibt seit dem 14. März 1958 Auszeichnungen für die Auslieferung von Musikalben. Seit dem 1. März 1991 verwendet das US-amerikanische Unternehmen Billboard für die Erfassung der Albumcharts das Nielsen SoundScan System. Die durch das System erfassten Daten werden nicht für die Tonträgerauszeichnungen herangezogen. Für Alben, die vor 1991 veröffentlicht wurden, sind keine genauen Verkaufszahlen bekannt, weshalb sie ausschließlich über die Tonträgerauszeichnungen nachgewiesen werden können.
Die Alben finden sich in der nachfolgenden Tabelle absteigend nach ihrer Höhe der Tonträgerverkäufe sowie absteigend nach dem Veröffentlichungsdatum wieder. Zusätzlich beinhaltet die Tabelle weitere Informationen wie die Höhe der Auszeichnung (15× Platin, 20× Platin usw.) und die Albumart (Studioalbum, Kompilation usw.). Bei den Angaben in der Spalte Höhe der zertifizierten Tonträgerverkäufe handelt es sich um eine Mindestanzahl an verkauften Tonträgern des entsprechenden Albums. Bei den Angaben in der Spalte „Zertifizierte Verkäufe“ handelt es sich um eine Mindestanzahl an verkauften Tonträgern des jeweiligen Werkes. Da für die Auszeichnungen feste Verleihungsgrenzen bestehen, können die reellen Verkäufe der jeweiligen Tonträger etwas höher – also zwischen der ausgezeichneten und der nächsten Verleihungsgrenze – ausfallen.
Darüber hinaus fließen bei Musikalben seit dem 1. Februar 2016 auch Musikstreamings mit in die Absatzstatistik ein. Während der BVMI ausschließlich „Premium-Streamings“ der entsprechenden Online-Musikdienste verwendet, zählt die RIAA auch Aufrufe auf kostenfreien Diensten wie YouTube mit. Die hierbei ermittelten Premium-Streamings werden mit dem Faktor 1500:1 verrechnet. So basieren Auszeichnungen seit 2016 nicht mehr nur auf Auslieferungen von physischen Tonträgern wie CDs, sondern auch auf Streaming: z. B. wurde Shania Twains Studioalbum Come On Over für 20 Millionen Einheiten 20-mal mit Platin ausgezeichnet, konnte sich jedoch nur 17,6 Millionen Mal verkaufen.

## Aufteilung der Tonträgerauszeichnungen
Die RIAA vergibt offiziell seit dem 14. März 1958 Auszeichnungen für die Auslieferung bzw. Nutzung von Musikalben, Singles sowie Videoalben in den Vereinigten Staaten. Die betroffenen Plattenfirmen müssen die Zertifizierungen beantragen, eine automatische Vergabe der Auszeichnungen erfolgt nicht. Die folgende Anzahl an Einheiten muss überschritten werden:
| Auszeichnung | bis 31. Dezember 1975 | bis 31. Dezember 1983 | bis 31. Dezember 1998 | seit 1. Januar 1999 |
| ------------ | --------------------- | --------------------- | --------------------- | ------------------- |
| Gold         | 500.000               | 500.000               | 500.000               | 500.000             |
| Platin       | —                     | 1.000.000             | 1.000.000             | 1.000.000           |
| 2× Platin    | —                     | —                     | 2.000.000             | 2.000.000           |
| …            |                       |                       |                       |                     |
| Diamant      | —                     | —                     | —                     | 10.000.000          |

## Alben geordnet nach Tonträgerverkäufen
- Rang: gibt die Reihenfolge der Musikalben wieder. Diese wird durch die Höhe der „zertifizierten Verkäufe“ bestimmt.
- Jahr: das Jahr, in dem das Musikalbum erstmals veröffentlicht wurde.
- Titel: gibt den Titel des Musikalbums wieder.
- Art: gibt an, um welche Art Musikalbum er sich handelt:
  - Kompilation (Ko.)
  - Konzeptalbum (Ka.)
  - Soundtrack (So.)
  - Studioalbum (St.)
- Interpret: gibt wieder, welche Interpreten an dem Musikalbum beteiligt sind.
- Auszeichnung: gibt die Höchstauszeichnung der verliehenen Gold- und Platinauszeichnungen wieder.
- Zertifizierte Verkäufe: gibt die Verleihungsgrenze der „Auszeichnungen“ wieder.

### 20 Millionen oder mehr Einheiten
| Rang | Jahr | Albumtitel                      | Art | Interpret       | Höhe der Auszeichnung | Höhe der zertifizierten Tonträgerverkäufe |
| ---- | ---- | ------------------------------- | --- | --------------- | --------------------- | ----------------------------------------- |
| 1    | 1976 | Their Greatest Hits (1971–1975) | Ko. | Eagles          | 38× Platin            | 38 Millionen                              |
| 2    | 1982 | Thriller                        | St. | Michael Jackson | 33× Platin            | 33 Millionen                              |
| 3    | 1971 | Led Zeppelin IV                 | St. | Led Zeppelin    | 24× Platin            | 24 Millionen                              |
| 4    | 1980 | Back in Black                   | St. | AC/DC           | 22× Platin            | 22 Millionen                              |
| 5    | 1977 | Rumours                         | St. | Fleetwood Mac   | 20× Platin            | 20 Millionen                              |

### 15 Millionen oder mehr Einheiten
| Rang | Jahr | Albumtitel                                           | Art | Interpret                           | Höhe der Auszeichnung | Höhe der zertifizierten Tonträgerverkäufe |
| ---- | ---- | ---------------------------------------------------- | --- | ----------------------------------- | --------------------- | ----------------------------------------- |
| 6    | 1987 | Appetite for Destruction                             | St. | Guns n’ Roses                       | 18× Platin            | 18 Millionen                              |
| 7    | 1997 | Come On Over                                         | St. | Shania Twain                        | 20× Platin            | 17,6 Millionen                            |
| 8    | 1974 | Greatest Hits                                        | Ko. | Elton John                          | 17× Platin            | 17 Millionen                              |
| 8    | 1976 | Boston                                               | St. | Boston                              | 17× Platin            | 17 Millionen                              |
| 8    | 1990 | No Fences                                            | St. | Garth Brooks                        | 17× Platin            | 17 Millionen                              |
| 11   | 1991 | Metallica                                            | St. | Metallica                           | 16× Platin            | 16,4 Millionen                            |
| 12   | 1976 | Hotel California                                     | St. | Eagles                              | 16× Platin            | 16 Millionen                              |
| 12   | 1977 | Saturday Night Fever: The Original Movie Sound Track | So. | Bee Gees / Verschiedene Interpreten | 16× Platin            | 16 Millionen                              |
| 14   | 1995 | Jagged Little Pill                                   | St. | Alanis Morissette                   | 16× Platin            | 15,3 Millionen                            |
| 15   | 1973 | The Dark Side of the Moon                            | Ka. | Pink Floyd                          | 15× Platin            | 15 Millionen                              |
| 15   | 1984 | Legend                                               | Ko. | The Wailers                         | 15× Platin            | 15 Millionen                              |
| 15   | 1984 | Born in the U.S.A.                                   | St. | Bruce Springsteen                   | 15× Platin            | 15 Millionen                              |
| 15   | 1988 | Greatest Hits                                        | Ko. | Journey                             | 15× Platin            | 15 Millionen                              |

### 10 Millionen oder mehr Einheiten
| Rang | Jahr | Albumtitel                               | Art | Interpret                                  | Höhe der Auszeichnung | Höhe der zertifizierten Tonträgerverkäufe |
| ---- | ---- | ---------------------------------------- | --- | ------------------------------------------ | --------------------- | ----------------------------------------- |
| 19   | 1994 | Cracked Rear View                        | St. | Hootie and the Blowfish                    | 21× Platin            | 14,5 Millionen                            |
| 20   | 1972 | Simon and Garfunkel’s Greatest Hits      | Ko. | Simon & Garfunkel                          | 14× Platin            | 14 Millionen                              |
| 20   | 1977 | Bat Out of Hell                          | St. | Meat Loaf                                  | 14× Platin            | 14 Millionen                              |
| 20   | 1978 | Greatest Hits 1974–78                    | Ko. | Steve Miller                               | 14× Platin            | 14 Millionen                              |
| 20   | 1999 | … Baby One More Time                     | St. | Britney Spears                             | 14× Platin            | 14 Millionen                              |
| 24   | 1999 | Millennium                               | St. | Backstreet Boys                            | 13× Platin            | 13,8 Millionen                            |
| 25   | 1992 | The Bodyguard: Original Soundtrack Album | So. | Whitney Houston / Verschiedene Interpreten | 18× Platin            | 13,4 Millionen                            |
| 26   | 1999 | Supernatural                             | St. | Santana                                    | 15× Platin            | 13,1 Millionen                            |
| 27   | 1984 | Purple Rain                              | St. | Prince and The Revolution                  | 13× Platin            | 13 Millionen                              |
| 27   | 1985 | Whitney Houston                          | St. | Whitney Houston                            | 13× Platin            | 13 Millionen                              |
| 29   | 2000 | 1                                        | Ko. | The Beatles                                | 11× Platin            | 12,8 Millionen                            |
| 30   | 2000 | No Strings Attached                      | St. | NSYNC                                      | 11× Platin            | 12,6 Millionen                            |
| 31   | 2000 | The Marshall Mathers LP                  | St. | Eminem                                     | 1× Diamant            | 12,5 Millionen                            |
| 32   | 1969 | Abbey Road                               | St. | The Beatles                                | 12× Platin            | 12 Millionen                              |
| 32   | 1969 | Led Zeppelin II                          | St. | Led Zeppelin                               | 12× Platin            | 12 Millionen                              |
| 32   | 1980 | Greatest Hits                            | Ko. | Kenny Rogers                               | 12× Platin            | 12 Millionen                              |
| 32   | 1985 | No Jacket Required                       | St. | Phil Collins                               | 12× Platin            | 12 Millionen                              |
| 32   | 1986 | Slippery When Wet                        | St. | Bon Jovi                                   | 12× Platin            | 12 Millionen                              |
| 32   | 1987 | Hysteria                                 | St. | Def Leppard                                | 12× Platin            | 12 Millionen                              |
| 32   | 1992 | Breathless                               | St. | Kenny G                                    | 12× Platin            | 12 Millionen                              |
| 39   | 1997 | Backstreet Boys                          | St. | Backstreet Boys                            | 14× Platin            | 11,9 Millionen                            |
| 40   | 2011 | 21                                       | St. | Adele                                      | 14× Platin            | 11,8 Millionen                            |
| 41   | 1996 | Falling into You                         | St. | Céline Dion                                | 11× Platin            | 11,7 Millionen                            |
| 41   | 1999 | Human Clay                               | St. | Creed                                      | 11× Platin            | 11,7 Millionen                            |
| 43   | 1979 | The Wall                                 | Ka. | Pink Floyd                                 | 23× Platin            | 11,5 Millionen                            |
| 43   | 1985 | Greatest Hits Volume I & Volume II       | St. | Billy Joel                                 | 23× Platin            | 11,5 Millionen                            |
| 45   | 1997 | Titanic: Music from the Motion Picture   | So. | Verschiedene Interpreten                   | 11× Platin            | 11,1 Millionen                            |
| 45   | 2000 | Hybrid Theory                            | St. | Linkin Park                                | 11× Platin            | 11,1 Millionen                            |
| 45   | 2002 | Come Away with Me                        | St. | Norah Jones                                | 1× Diamant            | 11,1 Millionen                            |
| 48   | 1967 | Sgt. Pepper’s Lonely Hearts Club Band    | St. | The Beatles                                | 11× Platin            | 11 Millionen                              |
| 48   | 1973 | Houses of the Holy                       | St. | Led Zeppelin                               | 11× Platin            | 11 Millionen                              |
| 48   | 1973 | Greatest Hits                            | Ko. | James Taylor                               | 11× Platin            | 11 Millionen                              |
| 48   | 1980 | Greatest Hits                            | Ko. | Aerosmith                                  | 11× Platin            | 11 Millionen                              |
| 48   | 1982 | Eagles Greatest Hits, Vol. 2             | Ko. | Eagles                                     | 11× Platin            | 11 Millionen                              |
| 48   | 1987 | Dirty Dancing                            | So. | Verschiedene Interpreten                   | 11× Platin            | 11 Millionen                              |
| 54   | 1997 | Let’s Talk About Love                    | St. | Céline Dion                                | 10× Platin            | 10,7 Millionen                            |
| 54   | 2002 | The Eminem Show                          | St. | Eminem                                     | 1× Diamant            | 10,7 Millionen                            |
| 56   | 1991 | Nevermind                                | St. | Nirvana                                    | 10× Platin            | 10,6 Millionen                            |
| 56   | 1998 | Devil Without a Cause                    | St. | Kid Rock                                   | 11× Platin            | 10,6 Millionen                            |
| 58   | 2000 | Oops!… I Did It Again                    | St. | Britney Spears                             | 1× Diamant            | 10,4 Millionen                            |
| 59   | 1998 | ’N Sync                                  | St. | NSYNC                                      | 10× Platin            | 10,3 Millionen                            |
| 59   | 2004 | Confessions                              | St. | Usher                                      | 1× Diamant            | 10,3 Millionen                            |
| 61   | 1998 | Wide Open Spaces                         | St. | Dixie Chicks                               | 12× Platin            | 10,1 Millionen                            |
| 62   | 1991 | Ten                                      | St. | Pearl Jam                                  | 13× Platin            | 10 Millionen                              |
| 63   | 1967 | Patsy Cline’s Greatest Hits              | Ko. | Patsy Cline                                | 10× Platin            | 10 Millionen                              |
| 63   | 1970 | Elvis’ Christmas Album                   | St. | Elvis Presley                              | 10× Platin            | 10 Millionen                              |
| 63   | 1971 | Tapestry                                 | St. | Carole King                                | 10× Platin            | 10 Millionen                              |
| 63   | 1976 | Chronicle – The 20 Greatest Hits         | Ko. | Creedence Clearwater Revival               | 10× Platin            | 10 Millionen                              |
| 63   | 1976 | Best of The Doobies                      | Ko. | Doobie Brothers                            | 10× Platin            | 10 Millionen                              |
| 63   | 1977 | The Stranger                             | St. | Billy Joel                                 | 10× Platin            | 10 Millionen                              |
| 63   | 1978 | Van Halen                                | St. | Van Halen                                  | 10× Platin            | 10 Millionen                              |
| 63   | 1981 | Hi Infidelity                            | St. | REO Speedwagon                             | 10× Platin            | 10 Millionen                              |
| 63   | 1983 | Pyromania                                | St. | Def Leppard                                | 10× Platin            | 10 Millionen                              |
| 63   | 1983 | Can’t Slow Down                          | St. | Lionel Richie                              | 10× Platin            | 10 Millionen                              |
| 63   | 1983 | Eliminator                               | St. | ZZ Top                                     | 10× Platin            | 10 Millionen                              |
| 63   | 1984 | Like a Virgin                            | St. | Madonna                                    | 10× Platin            | 10 Millionen                              |
| 63   | 1984 | 1984                                     | St. | Van Halen                                  | 10× Platin            | 10 Millionen                              |
| 63   | 1985 | The Best of The Doors                    | Ko. | The Doors                                  | 10× Platin            | 10 Millionen                              |
| 63   | 1986 | Licensed to Ill                          | St. | Beastie Boys                               | 10× Platin            | 10 Millionen                              |
| 63   | 1987 | Bad                                      | St. | Michael Jackson                            | 10× Platin            | 10 Millionen                              |
| 63   | 1987 | Faith                                    | St. | George Michael                             | 10× Platin            | 10 Millionen                              |
| 63   | 1987 | The Joshua Tree                          | St. | U2                                         | 10× Platin            | 10 Millionen                              |
| 63   | 1989 | Garth Brooks                             | St. | Garth Brooks                               | 10× Platin            | 10 Millionen                              |
| 63   | 1990 | The Immaculate Collection                | Ko. | Madonna                                    | 10× Platin            | 10 Millionen                              |
| 63   | 1990 | Please Hammer, Don’t Hurt ’Em            | St. | MC Hammer                                  | 10× Platin            | 10 Millionen                              |

### Ranglisten
| Anzahl | Nation                   |
| ------ | ------------------------ |
| 60     | Vereinigte Staaten       |
| 13,5   | Vereinigtes Königreich   |
| 3,5    | Kanada                   |
| 2      | Verschiedene Interpreten |
| 1      | Australien               |
| 1      | Jamaika                  |
| 1      | Irland                   |

| Anzahl | Art           |
| ------ | ------------- |
| 63     | Studioalben   |
| 16     | Kompilationen |
| 4      | Soundtracks   |